# Seynesia livistonae
Seynesia livistonae är en svampart som beskrevs av L.D. Guo & K.D. Hyde 2001. Seynesia livistonae ingår i släktet Seynesia, ordningen kolkärnsvampar, klassen Sordariomycetes, divisionen sporsäcksvampar och riket svampar.   Inga underarter finns listade i Catalogue of Life.